# Holy Cross-kravallerna

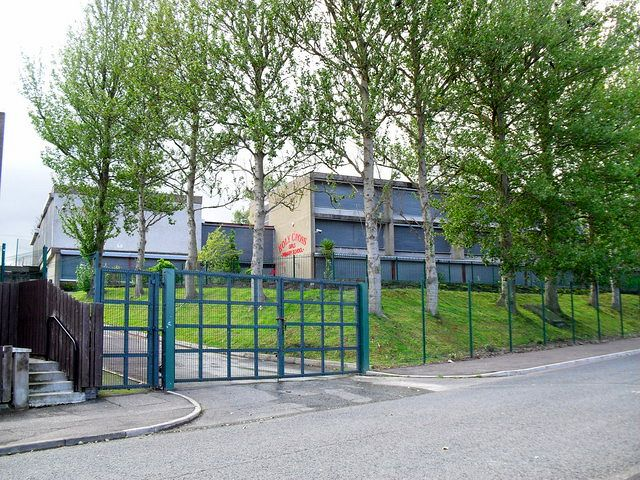
Entrén till Holy Cross katolska flickskola.

Holy Cross-kravallerna var en konflikt som blossade upp 2001 mellan föräldrarna till skolbarnen i Holy Cross katolska flickskola från Ardoyne och lojalistiska protestanter i området Glenbryn i norra Belfast. De katolska skolbarnens närmaste väg till skolan gick genom ett protestantiskt område. Föräldrarna ansåg att barnen hade rätt att gå den vägen, alternativet var att ta en längre omväg, men protestanterna uppfattades det som en provokation från katolikerna och försökte stoppa dem från att gå igenom protestantiskt område. Våldsamheter utbröt och flera personer skadades och barnen blev tvungna att ha eskort av polis och militär på vägen till skolan.

## Politiska reaktioner
Aidan Troy, ordförande för den katolska skolan, sade att de tänker se över vilka lagliga möjligheter som finns att stoppa protesterna. Hon ansåg inte att lojalisternas handlingar var ett politiskt yttrande utan barnmisshandel. Att ge barnen poliseskort varje dag till och från skolan hade kostat staden Belfast en miljon pund på en månad. Irlands president Mary McAleese krävde i ett offentligt tal att våldet skulle upphöra. Efter förhandlingar med de boende i området lyckades försteminister David Trimble och vice försteminister Mark Durkan få slut på våldet.

## Eftermäle
Under 2002 och 2003 förekom enskilda våldshändelser och hot i området. Exempelvis mordhotade Red Hand Defenders, en paramilitär organisation, personal på skolan 2002. Red Hand Defenders placerade 2003 också en rörbomb vid skolan men polisen desarmerade den.
Under 2002 fick James Adair, broder till Johnny Adair (befällhavare för Ulster Freedom Fighters i området), sex månaders fängelse för uppvigling och upplopp och fyra månaders fängelse för att ha förhindrat polisens arbete. Johnny Adair tvingas att avgå från sitt befäl på grund av denna händelse och efter att han varit inblandat i narkotikaaffärer får ledningen i Ulster Defence Association nog och utesluter honom.

## Film
2003 gjorde BBC en film om Holy Cross-kravallerna, men spelade in den i Liverpool för att inte provocera fram våld igen.